# اوساها تیگاس
اوساها تیگاس (انگلیسی: Usaha Tegas) شرکت سرمایه‌گذاری مالزیایی است، که در سال ۱۹۸۴ توسط آناندا کریشنان تأسیس شد.